# Machaerota coronata
Machaerota coronata är en insektsart som först beskrevs av Maa 1947.  Machaerota coronata ingår i släktet Machaerota och familjen Machaerotidae. Inga underarter finns listade i Catalogue of Life.